# Rob Marshall
Rob Marshall (Madison, 17 oktober 1960) is een Amerikaanse toneel- en filmregisseur. In 1993 is hij zes keer genomineerd voor de Broadway's Tony Award. In 2002 kreeg hij zes Oscars voor zijn film Chicago, onder meer voor beste film, en een nominatie voor beste regisseur.

## Biografie
Marshall is afgestudeerd van de Carnegie Mellon universiteit in 1982. Marshall heeft in het verleden in diverse Broadwayshows gespeeld, maar na een hernia is hij overgestapt naar de choreografie en vervolgens naar het regisseren van films. Hij woont in New York samen met zijn levenspartner John Deluca.

## Carrière
Rob Marshall begon zijn carrière in het theater. Als choreograaf en theaterregisseur maakt hij de overstap naar het witte doek.
Marshall heeft geprobeerd om het genre musical te doen herleven, na de val van de studiosystemen in de late jaren '60. Zijn debuutfilm Annie was dan ook een musical met muziek van Charles Strouse. 
Voor zijn musicalfilm Chicago in 2002 won hij zes Oscars uit 13 nominaties. In de daaropvolgende 12 jaar heeft hij nog twee Broadwaymusicals verfilmd: Nine in 2009 en Into the Woods in 2014.
Marshall verfilmde ook verhalen die geen herkomst in het theater hadden, zoals Memoirs of a Geisha en Pirates of the Caribbean: On Stranger Tides. Deze laatste film heeft zo'n 1,4 miljard dollar opgebracht. Hij heeft in zijn carrière tot nu toe niet zo veel films gemaakt, maar als hij een film maakt is het bijna altijd met een groot budget, beroemde acteurs en actrices. Marshall werkte onder andere met de acteurs Nicole Kidman, Penélope Cruz, Johnny Depp, Richard Gere, Catherine Zeta-Jones en Meryl Streep.

## Filmografie
- Annie (televisiefilm, 1999)
- The Kennedy Center Honors: A Celebration of the Performing  Arts (TV Special 2001)
- Chicago (2002)
- Memoirs of a Geisha (2005)
- Tony Benett : An American Classic (TV Special 2005)
- Nine (2009)
- Pirates of the Caribbean: On Stranger Tides (2011)
- Into the Woods (2014)
- Mary Poppins Returns (2018)
- The Little Mermaid (2023)